# Херренкимзе (дворец)
Херренки́мзе (нем. Schloss Herrenchiemsee; встречается вариант написания Херренкимзее) — загородная резиденция баварского короля Людвига II, раскинувшаяся на Херренкимзе, самом большом острове на озере Кимзе, самом крупном озере Баварии, в 60 км к востоку от Мюнхена. Херренкимзе — самый дорогой из дворцов Людвига II (расходы на его строительство превысили 16,6 миллионов марок — для сравнения: Линдерхоф и Нойшванштайн вместе обошлись королю в 14,7 миллионов): только золота на отделку внутренних помещений было израсходовано 4,5 килограмма.
Людвиг II выстроил Херренкимзе в подражание Версалю, дабы принести дань уважения своему кумиру — французскому королю Людовику XIV.

## Расположение

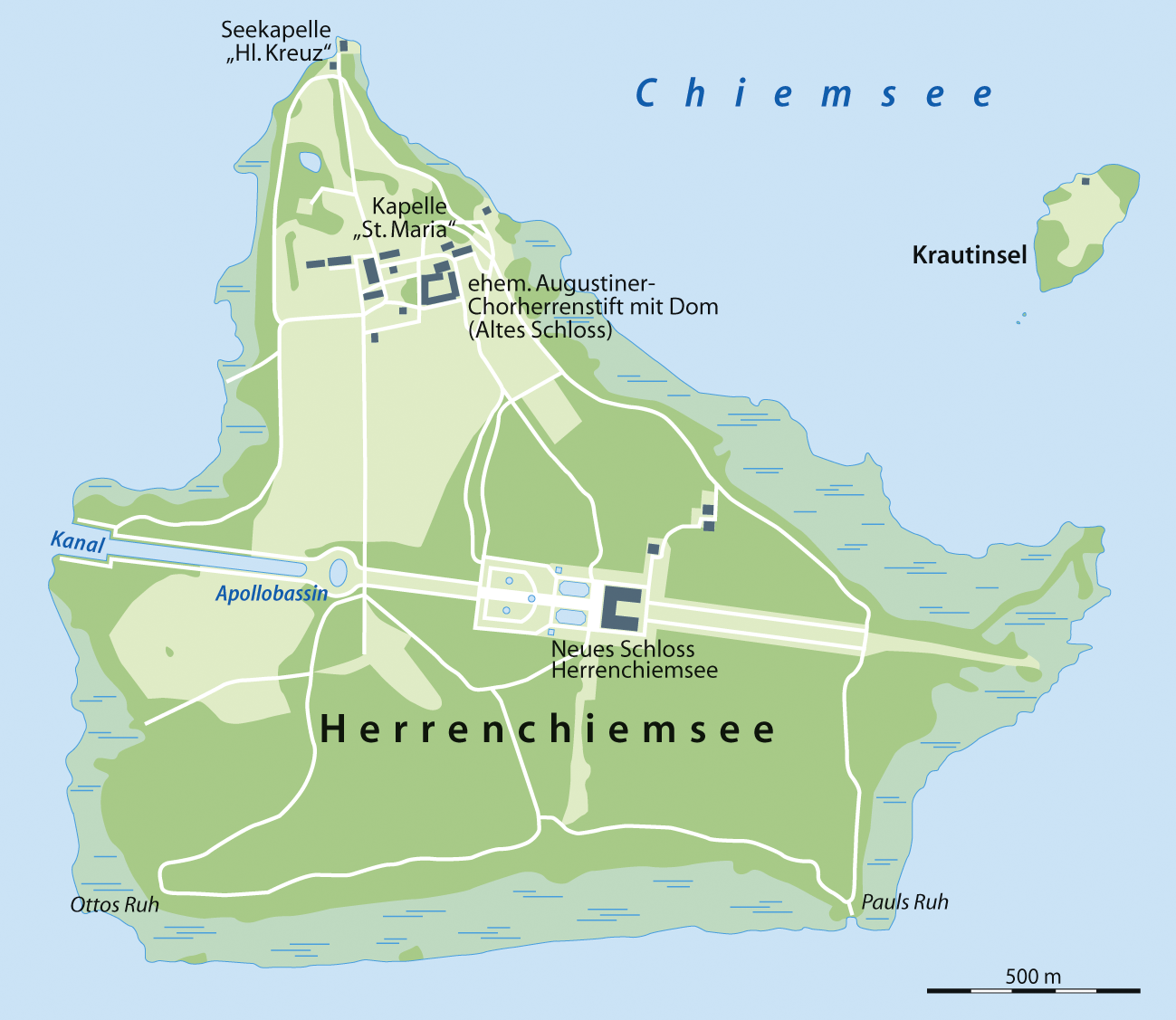
Карта острова.

К третьему королевскому замку Людвига II нужно проделать более длинный путь вдоль отрогов Альп, чтобы добраться до озера Кимзе, расположенного между Мюнхеном и Зальцбургом.

## История

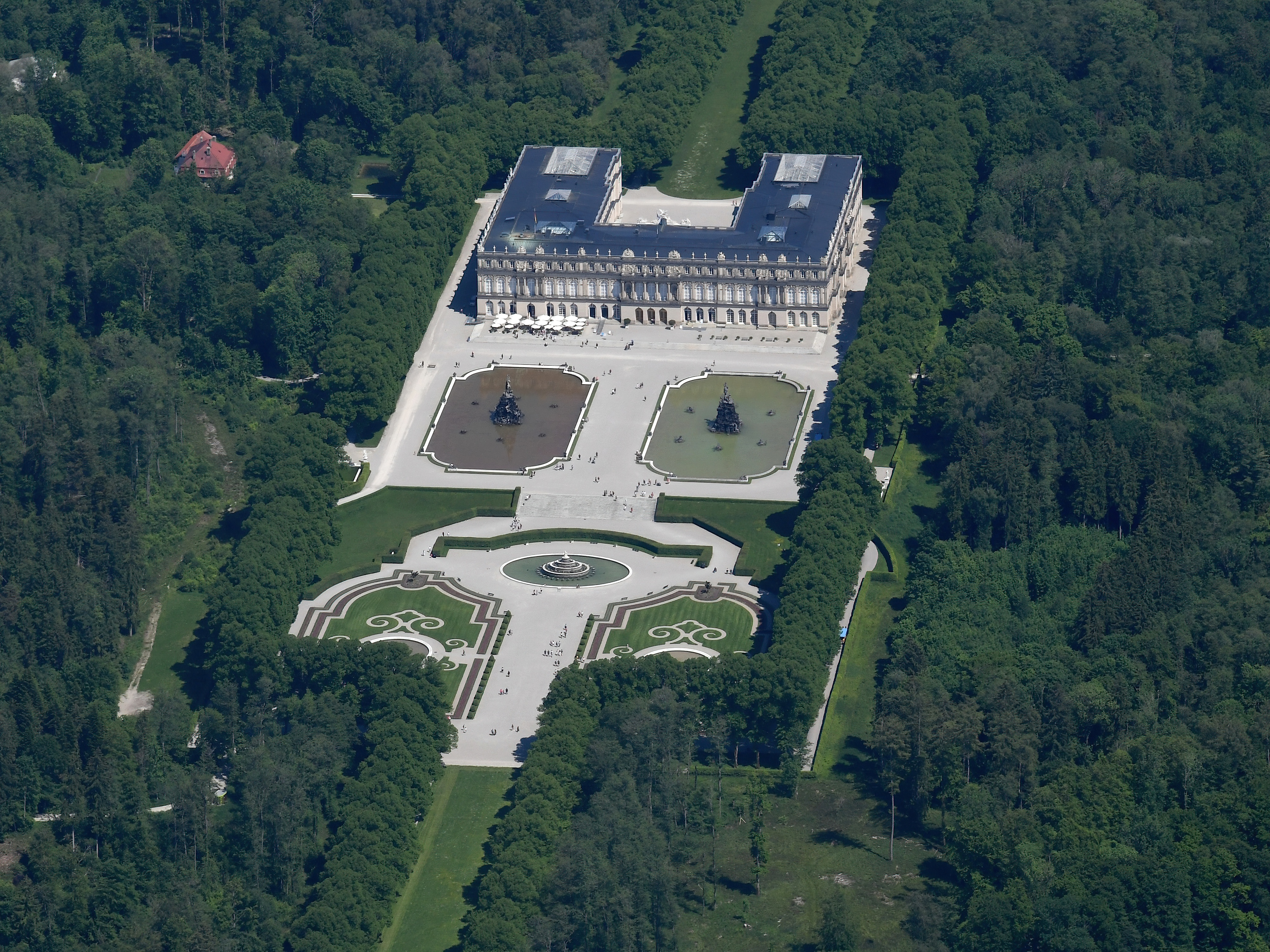
Вид на дворец с воздуха.

Ещё не было закончено строительство Линдерхофа, когда 21 мая 1878 года заложили первый камень дворца-замка Херренкимзе, который сначала хотели построить в долине Грасвангталь, назвав его анаграммой «Meicost Ettal». Король очень страдал от того, что это оказалось невозможным из-за грандиозных масштабов запланированной постройки. Непомерная роскошь и расточительство, поражающие нас в Линдерхофе, здесь многократно превзойдены и в исполнении рабочей силы, и в затратах финансовых средств.

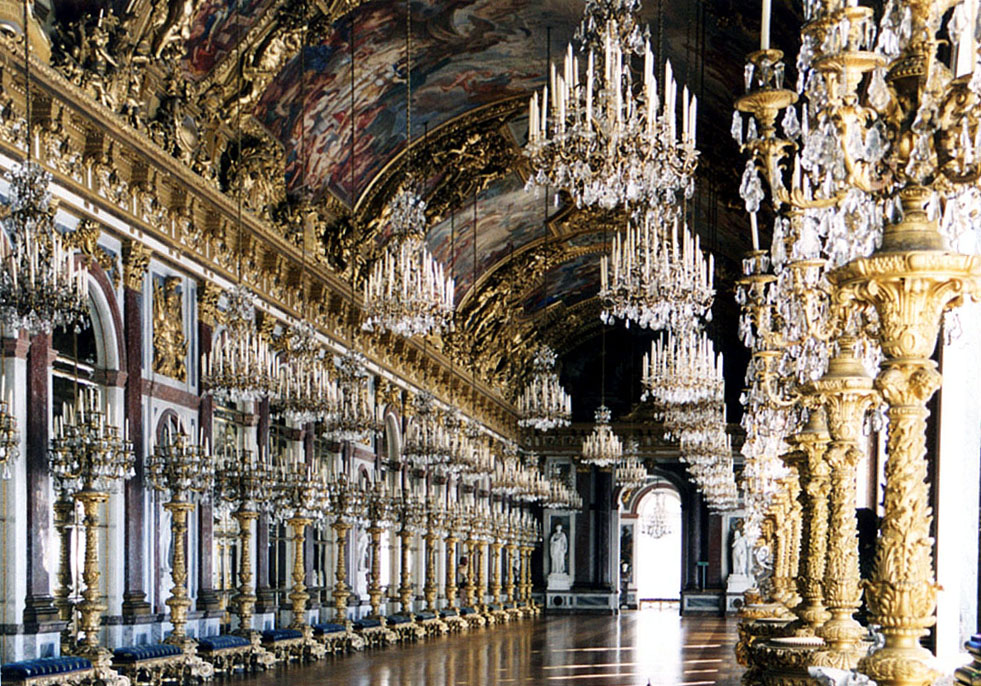
Зеркальная галерея Херренкимзе — подражание версальской

Каждый, кто направляется сегодня на пароходике от пристани Прин-ам-Кимзе к острову Херренхимзе, восхищается очаровательной природой и широким панорамным видом на Альпы. Посетитель может задуматься о том, что расположение государственного королевского замка на отдалённом острове несколько необычно. Но если вспомнить расположенный на скале замок Нойшванштайн, скрытый в высокогорной долине замок Линдерхоф или высотную резиденцию Шахен, расположенную выше зоны растительности, то выбор для постройки следующего замка-острова, до которого можно добраться только водным путём, уже никого не удивит. Король Людвиг искал одиночества, и здесь оно было ему гарантировано, как нигде. Можно не сомневаться, что такой выбор короля Людвига обусловлен более чем тысячелетней монастырской традицией острова, которая не прерывалась вплоть до секуляризации. Здесь, на этой священной земле, он мог воздвигнуть культовый храм в память короля Людовика XIV Французского.
После того, как остров в 1803 году был конфискован у церкви и сменил несколько владельцев, Людвиг купил его в сентябре 1873 года. Год спустя, во время своей поездки во Францию, он самым тщательным образом осмотрел Версаль. И разработка проекта, и строительство проходили стремительными темпами. Первый визит короля в новый замок состоялся уже в 1881 году. На момент смерти короля 50 из 70 комнат дворца-замка ещё стояли без обстановки.
Во время строительства Людвиг писал архитекторам: «Не копировать, но цитировать в духе Людовика XIV».
В 2025 году замок, как и другие постройки Людвига II, был включён в список объектов Всемирного наследия ЮНЕСКО.